# Mesobiotus zhejiangensis
Espèce
Synonymes
- Macrobiotus zhejiangensis Yin, Wang & Li, 2011

Mesobiotus zhejiangensis est une espèce de tardigrades de la famille des Macrobiotidae.

## Distribution
Cette espèce est endémique du Zhejiang en Chine.

## Étymologie
Son nom d'espèce, composé de zhejiang et du suffixe latin -ensis, « qui vit dans, qui habite », lui a été donné en référence au lieu de sa découverte, le Zhejiang.

## Publication originale
- Yin, Wang & Li, 2011 : Two new species of genus Macrobiotus (Tardigrada: Macrobiotidae) from China. Proceedings of the Biological Society of Washington, vol. 124, no 3, p. 165-178.